# Panchià
Panchià är en ort och kommun i provinsen Trento i regionen Trentino-Sydtyrolen i Italien. Kommunen hade 830 invånare (2018).